# Eduard Lasker
Eduard Lasker (en fait : Jizchak Lasker ; né le 14 octobre 1829 à Jarotschin, province de Posnanie et mort le 5 janvier 1884 à New York) est un homme politique et avocat prussien. En 1873, dans un discours devant le Reichstag, il dénonce les spéculations risquées des acteurs des bourses. Il est donc impliqué dans le déclenchement du crash fondateur.

## Biographie
Lasker est le fils du fabricant de clous juif Daniel Lasker et de sa femme Rebecca. Il reçoit sa première éducation auprès de professeurs privés et dans une école du Talmud à Ostrowo. À l'âge de 13 ans, il étudie au lycée de Breslau à partir de 1842. Au lycée, il change son prénom en Eduard. Après avoir obtenu son diplôme d'études secondaires en 1847, il commence à étudier les mathématiques et la philosophie à l'Université de Breslau la même année.
Lasker vit la Révolution allemande de 1848/1849 à Vienne, où il combat contre les troupes impériales dans un corps étudiant. Il est retourné à Breslau à la fin de l'année et, influencé par les événements politiques, commence à étudier le droit à l'Université. En 1851, il réussit son examen d'auscultation et deux ans plus tard, il réussit son deuxième examen d'État. Il se rend ensuite en Grande-Bretagne, où il réside pendant trois ans jusqu'en 1856. Il est accepté dans la loge maçonnique Tranquility No. 185 à Londres.
En 1857, il retourne en Allemagne. Lasker passe son examen d'État au tribunal municipal de Berlin. En tant que juif, cependant, il n'a aucune chance d'être accepté dans la fonction publique. Pendant ce temps Lasker défend de manière journalistique les idées politiques de son ami Heinrich Bernhard Oppenheim. Dans le conflit constitutionnel, Lasker devient membre de la Chambre des représentants de Prusse lors de l'élection partielle de 1865.

## Politique

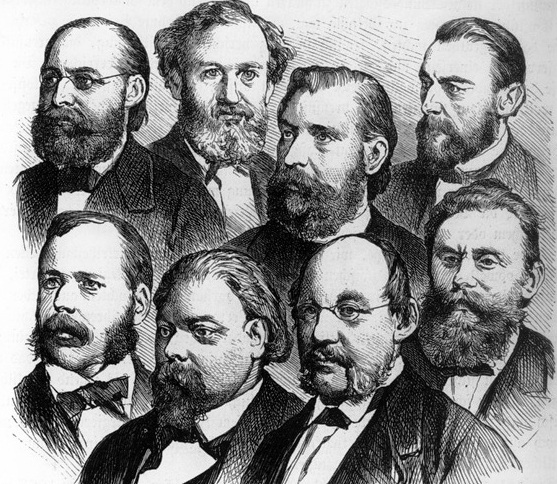
Les principaux hommes politiques nationaux-libéraux rangée du haut de gauche à droite : Wilhelm Wehrenpfennig, Eduard Lasker, Heinrich von Treitschke, Johannes von Miquel, rangée du bas de gauche à droite : Franz von Roggenbach, Karl Braun, Rudolf Gneist, Ludwig Bamberger

Lasker est membre du Parti progressiste allemand, fondé en 1861. Avec Karl Twesten et Hans Victor von Unruh, il est l'un de ces députés libéraux en 1866 qui soutiennent le projet de loi d'indemnisation (de) et provoquent ainsi une scission dans la faction progressiste de la Chambre des représentants de Prusse. Au cours des mois suivants, Lasker joue un rôle déterminant dans la fondation du Parti national-libéral. Peu de temps après, il devient le chef de l'aile libérale de gauche au sein du nouveau parti. En février 1870, il se heurte à Bismarck par l'interpellation de Lasker (de) lorsque Lasker suggère que le grand-duché de Bade soit immédiatement admis dans la Confédération de l'Allemagne du Nord.
Dans l'opinion publique, Lasker incarne l'idée du parlement, dont il cherche à étendre le pouvoir et veut ainsi en faire un élément décisif de la politique. Lorsque ce programme politique s'effondre au cours du revirement impérial intérieur (de) de 1878/79, le Frankfurter Zeitung, l'« encrier » des nationaux-libéraux, rappelle un dicton de Ludwig Bamberger : « Quiconque institue des parlements avant que le royaume de la liberté ne soit fondé, ouvre la voie non au progrès mais à la trahison. "
En raison de différends internes avec le chef de l'aile droite du parti, Rudolf von Bennigsen, à propos de l'approbation de la politique tarifaire protectrice et de l'extension du Septennat et de la loi socialiste, Lasker démissionne du parti en 1880. Certains compagnons, en particulier Ludwig Bamberger, Heinrich Rickert et Franz von Stauffenberg, suivent bientôt l'exemple de Lasker et fondent avec lui l'Union libérale en 1881. Cette scission remporte des succès électoraux considérables, en particulier en Prusse, et fusionne finalement quelques mois après la mort de Lasker en 1884 avec le Parti progressiste allemand sous Eugen Richter pour former le Parti radical allemand.
Bien qu'il soit exposé à une hostilité antisémite croissante, notamment en raison de ses origines, Lasker remporte de grands succès parlementaires au Reichstag de la Confédération et de l'Empire et à la Chambre des représentants de Prusse. Lasker clarifie largement le scandale entourant le chemin de fer du nord de Berlin par le parlement. Plusieurs politiciens sont impliqués dans le scandale économique entourant le magnat des chemins de fer Bethel Henry Strousberg et les fondateurs de la compagnie de chemin de fer Fürst Putbus et le prince Biron von Kurland - cela met le député fidèle au gouvernement en conflit avec Otto von Bismarck, qui s'est donné pour objectif d'isoler Lasker au sein du parti national-libéral.

## La maladie et la mort
À partir de 1875, Lasker tombe gravement malade et finit par faire une dépression complète en 1883, alors qu'il continue à être absorbé par les affaires politiques. Il voulait récupérer en restant aux États-Unis pendant une longue période. Mais dès l'année suivante, Eduard Lasker meurt à New York à l'âge de 54 ans, le 5 janvier 1884.

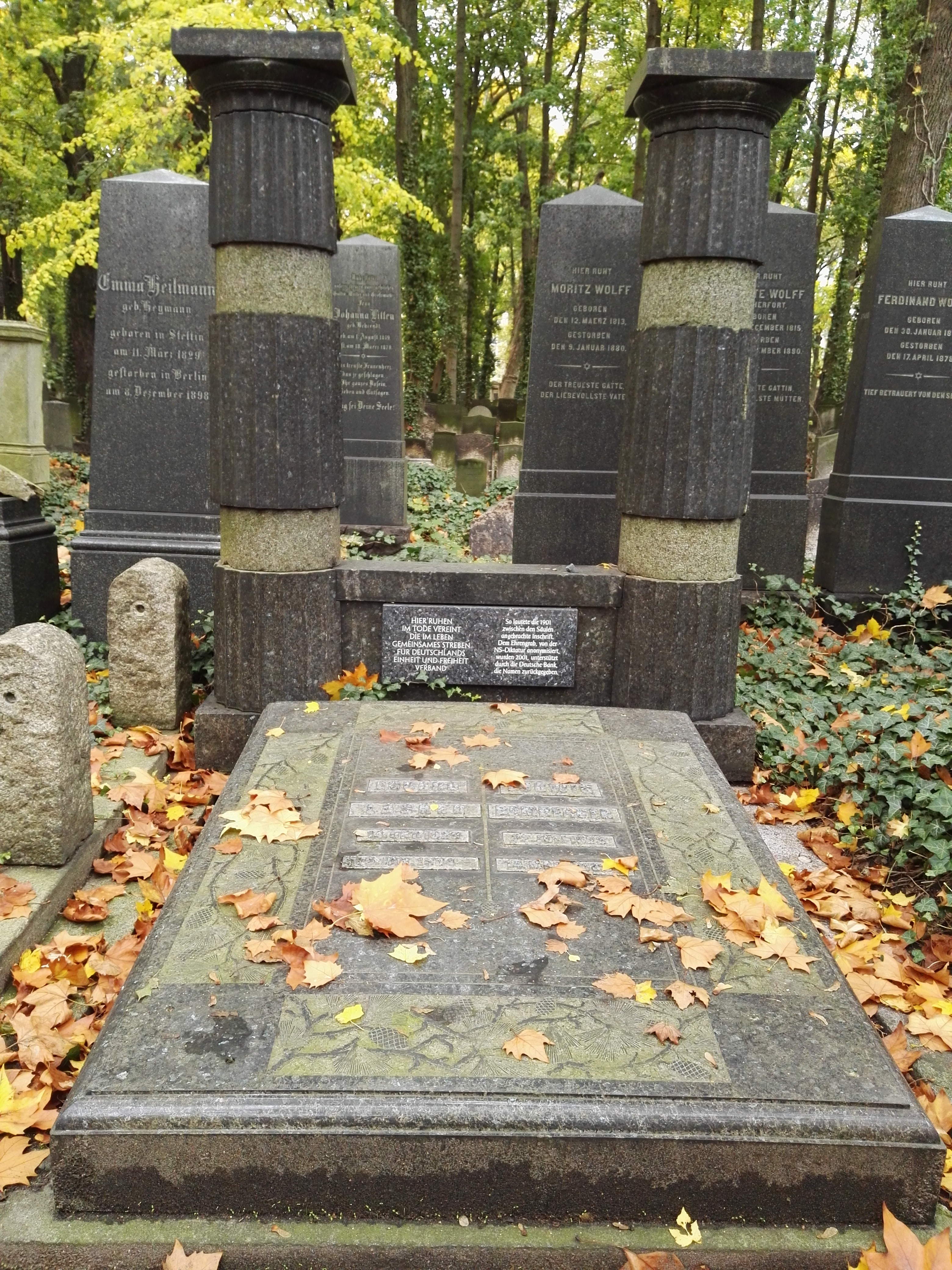
Tombe

Bismarck interdit de remettre au parlement une lettre de condoléances du Congrès américain adressée au Reichstag. Il l'a fait renvoyer à Washington au motif que les activités du défunt n'ont pas été utiles au peuple allemand. Bismarck interdit aux ministres et aux fonctionnaires d'assister à ses funérailles. Néanmoins, il loue dans ses mémoires comme un « adversaire honnête ». En 1901, Eduard Lasker est enterré dans le cimetière juif de la Schönhauser Allee à Berlin. Maintenant, il y repose avec Ludwig Bamberger dans une tombe d'honneur.
L'une de ses réalisations les plus importantes est probablement la Lex Miquel-Lasker (de), qu'il réussit finalement à faire adopter avec Johannes von Miquel en 1873. Il élargit les pouvoirs législatifs de l'empire pour inclure tout le droit civil, entre autres, et ouvre ainsi la voie de manière significative à la législation civile uniforme du Code civil allemand (BGB).

## Travaux
- Die beiden Laskertage im Abgeordnetenhause. Reden des Lasker gegen Wagener und über das Eisenbahnconcessionswesen in Preußen gehalten im Hause der Abgeordneten am 7. Februar (und 15. Februar) 1873. Prager, Berlin 1873.
- Zur Verfassungsgeschichte Preußens. F. A. Brockhaus, Leipzig 1874.
- Berichtigung und Einige Worte an unbefangene Leser. Moeser, Berlin 1876.
- Der Streit um die Justitzgesetze. Offenes Sendchreiben. (Mit einer Uebersicht über die Streitpunkte und deren Beilegung). Moeser, Berlin 1876.
- Die Zukunft des deutschen Reiches. Rede des Reichstags-Abgeordneten Dr. E. Lasker gehalten in der Gemeinnützigen Gesellschaft zu Leipzig am 18. Januar 1877. Leipzig 1877 (4. Aufl. Schloemp, Leipzig 1884).
- Wege und Ziele der Culturentwickelung. Essays. F. A. Brockhaus, Leipzig 1881.
- Ueber Welt und Staatsweisheit. Julius Springer, Berlin 1873 (Digitalisat).
- Erlebnisse einer Mannes-Seele. Hrsg. von Berthold Auerbach. Cottasche Buchhandlung, Stuttgart 1873 (disponible sur Internet Archive).
- Wilhelm Kahn (Hrsg.): Aus Eduard Laskers Nachlass. Teil 1. 15 Jahre parlamentarischer Geschichte (1866–1880). Georg Reimer, Berlin 1902.
- Gegen das Sozialistengesetz 1878. Buchhandlung Nationalverein, München 1910 (Vorkämpfer deutscher Freiheit 12).